# Karlovarská losovačka
Karlovarská losovačka je označení zmanipulované soutěže na výstavbu KV Areny v Karlových Varech z dubna 2006. Do obecného povědomí se dostal dvouapůlminutový videozáznam, na kterém se losující více než půl minuty snaží vytáhnout z losovacího osudí dva lístky se „správnými“ jmény firem, čemuž přihlížela smějící se notářka. Poté, co video v roce 2007 zveřejnil  karlovarský aktivista Jiří Kotek, přehrálo si ho na internetu během krátké doby přes 300 tisíc lidí. Na základě videa potom Úřad pro ochranu hospodářské soutěže označil soutěž na výstavbu arény za neplatnou a městu Karlovy Vary udělil půlmilionovou pokutu.

## Historie

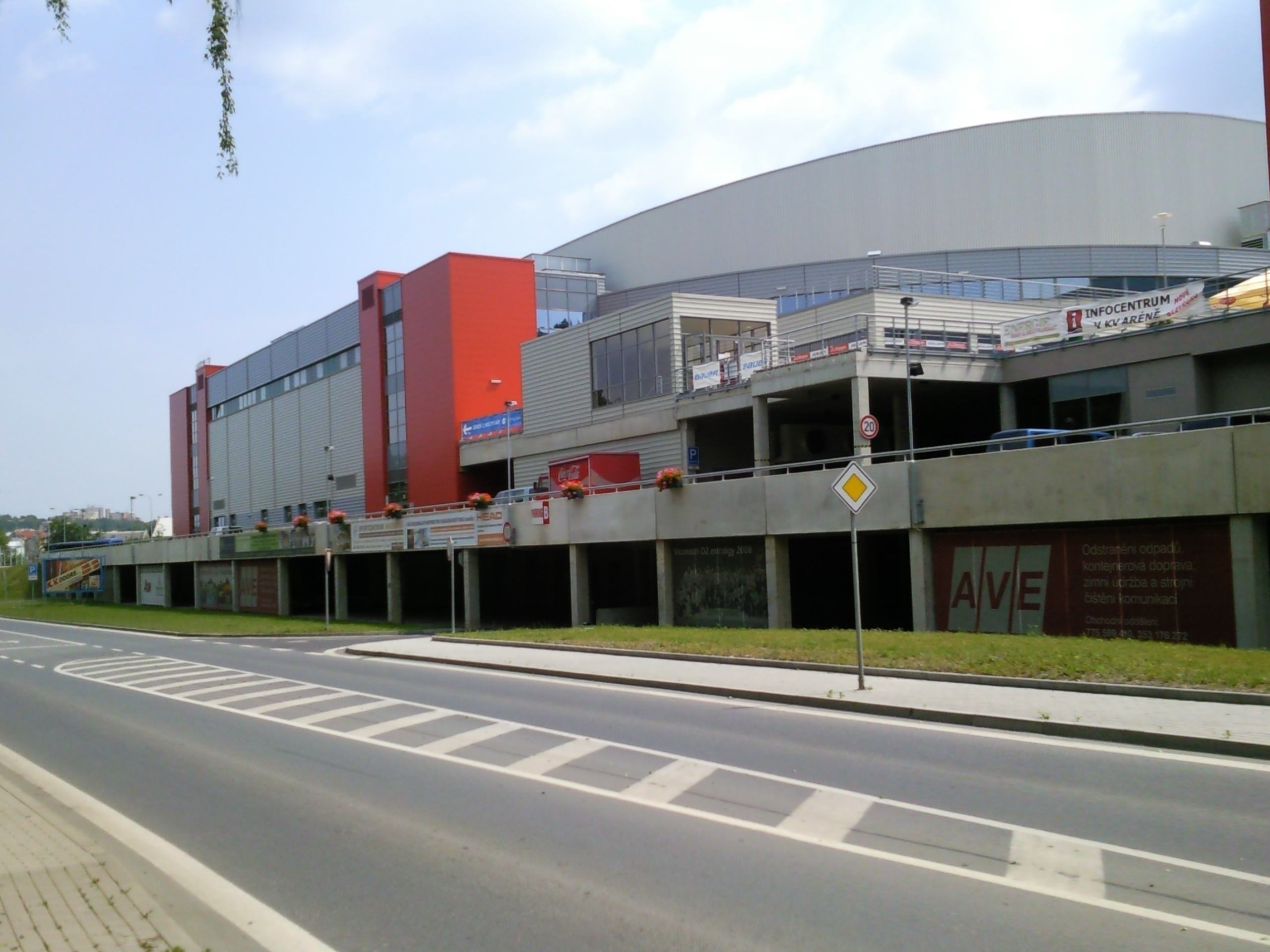
KV Arena v Karlových Varech

Takzvané karlovarské losovačce předcházelo rozhodnutí města Karlovy Vary z března 2006 vyhlásit veřejnou soutěž na stavbu víceúčelové haly KV Arena. Samotné losování v dubnu 2006 mělo za účel snížit celkový počet uchazečů o zakázku z šestnácti na pět, které potom magistrát oslovil. Při samotném losování těchto pěti firem vytáhl organizátor soutěže Roman Krist z osudí během několika sekund první tři firmy, následně se více než půl minuty snažil vylosovat čtvrtého účastníka finále a také pozdějšího vítěze soutěže – sdružení firem Syner, Metrostav a Bau-stav, přičemž losování glosoval slovy, že lístky budou asi slepené. Celému losování přihlížela notářka Lenka Machová, kterou počínání organizátora soutěže rozesmálo, přesto pak regulérnost soutěže potvrdila.
V roce 2008 karlovarskou losovačku prověřovala protikorupční policie, která ale případ odložila. Vedení města Karlovy Vary, které soutěž organizovalo, postup při losování obhajovalo. Teprve po volbách v červnu 2011 nové vedení města podalo žalobu, ve které chtělo vrátit 1,065 miliard korun zaplacených za už dokončenou KV Arénu. Podle aktivisty a tehdejšího náměstka primátora Jiřího Kotka, který už dříve zveřejnil videozáznam losovačky, byla cena za halu neúměrně vysoká. V únoru 2015 soud žalobu zamítl a město muselo zaplatit náklady. V dubnu 2016 rozsudky nižších soudů zrušil Nejvyšší soud.
Za zmanipulovanou soutěž byl magistrát města Karlovy Vary potrestán Úřadem pro ochranu hospodářské soutěže pokutou ve výši 51 milionů korun. Tu magistrát společně s penále zaplatil ve výši 17,5 milionů korun až v roce 2016. Jak v roce 2019 zjistila obecně prospěšná organizace Kverulant.org, magistrát na náhradách škody za zaplacenou pokutu a penále nevymáhal od svých radních, zastupitelů či úředníků ani korunu.

## Role notářky
Notářka Lenka Machová, která losování přihlížela, v zápisu průběh losování popsala na třech řádcích, přičemž nijak nezmiňovala nezvyklý průběh. Losování popsala takto: „...do prázdné nádoby vložil losovací lístky s čísly, poté nádobu uzavřel, zatřepal s ní a po otevření této nádoby pan Roman Krist postupně vytáhnul pět losovacích lístků s čísly v tomto pořadí...“. Organizace Transparency International podala na postup notářky stížnost k Notářské komoře, podle které se však notářka chyby nedopustila. Podle komory notář nehodnotí děj, na který dohlíží, pouze ho popisuje. Podle prezidenta Notářské komory České republiky Martina Foukala notářka žádnou formální chybu neudělala, měla však zápis více přiblížit tomu, co se v sále ve skutečnosti odehrávalo.